# Comitê Olímpico Tcheco
O Comitê Olímpico Tcheco (em tcheco/checo:  Český olympijský výbor) é o Comitê Olímpico Nacional (NOC) que representa a Tchéquia (Chéquia). É uma dos NOCs mais antigos do mundo, tendo sido fundado em 1899. Ele foi transformado em Comitê Olímpico Tchecoslovaco em 1919, e reconstituído em conformidade com o seu nome original em 1992, sendo formalmente reconhecido novamente pelo Comitê Olímpico Internacional (COI) em 1993. Seu atual presidente é Jiří Kejval.